# Membri dell'International Swimming Hall of Fame
La seguente è la lista dei membri della International Swimming Hall of Fame. Si tratta di atleti di livello assoluto e master e allenatori delle cinque discipline acquatiche (nuoto, nuoto di fondo, nuoto sincronizzato, tuffi e pallanuoto) e di altri soggetti, definiti Contributori, che hanno avuto un impatto di respiro internazionale nella diffusione e nello sviluppo di tali discipline. La lista è aggiornata agli ingressi del 2019.
| Nome                                           | Stato                                    | Categoria                                    | Anno di introduzione |
| ---------------------------------------------- | ---------------------------------------- | -------------------------------------------- | -------------------- |
| Abdellatief Abouheif                           | Egitto                                   | Nuotatore di fondo                           | 1998                 |
| Sebastian Salinas Abril                        | Perù                                     | Contributore                                 | 1999                 |
| Erik Adlerz                                    | Svezia                                   | Pioniere dei tuffi                           | 1986                 |
| Rebecca Adlington                              | Gran Bretagna                            | Nuotatore                                    | 2018                 |
| Greta Andersen                                 | Danimarca                                | Nuotatore                                    | 1969                 |
| Teresa Andersen                                | Stati Uniti                              | Sincronetto                                  | 1986                 |
| Miller Anderson                                | Stati Uniti                              | Tuffatore                                    | 1967                 |
| Hannelore Anke                                 | Germania                                 | Nuotatore                                    | 1990                 |
| Mayumi Aoki                                    | Giappone                                 | Nuotatore                                    | 1989                 |
| Shigeo Arai                                    | Giappone                                 | Pioniere del nuoto                           | 1997                 |
| Dave Armbruster                                | Stati Uniti                              | Allenatore (Nuoto)                           | 1966                 |
| Duncan Armstrong                               | Australia                                | Nuotatore                                    | 1996                 |
| Ransom Arthur                                  | Stati Uniti                              | Contributore                                 | 1990                 |
| Jane Asher                                     | Gran Bretagna                            | Nuotatore master                             | 2006                 |
| Marcos Díaz                                    | Rep. Dominicana                          | Nuotatore                                    | 2012                 |
| Paul Asmuth                                    | Stati Uniti                              | Nuotatore di fondo                           | 2010                 |
| Susie Atwood                                   | Stati Uniti                              | Nuotatore                                    | 1992                 |
| Elena Azarova                                  | Egitto                                   | Nuotatore di fondo                           | 1998                 |
| Shirley Babashoff                              | Stati Uniti                              | Nuotatore                                    | 1982                 |
| Kristen Babb-Sprague                           | Stati Uniti                              | Sincronetto                                  | 1999                 |
| Bill Bachrach                                  | Stati Uniti                              | Allenatore (Nuoto)                           | 1966                 |
| Catie Ball                                     | Stati Uniti                              | Nuotatore                                    | 1976                 |
| István Bárány                                  | Ungheria                                 | Nuotatore                                    | 1978                 |
| Oleksij Barkalov                               | Unione Sovietica                         | Pallanuotista                                | 1993                 |
| Mike Barrowman                                 | Stati Uniti                              | Nuotatore                                    | 1997                 |
| Walter Bathe                                   | Germania                                 | Nuotatore                                    | 1970                 |
| Sydney Battersby                               | Gran Bretagna                            | Pioniere del nuoto                           | 2007                 |
| Carl Bauer                                     | Stati Uniti                              | Contributore                                 | 1967                 |
| Sybil Bauer                                    | Stati Uniti                              | Nuotatore                                    | 1967                 |
| Alex Baumann                                   | Canada                                   | Nuotatore                                    | 1992                 |
| Dawn Pawson Bean                               | Stati Uniti                              | Contributore/Sincronetto                     | 1996                 |
| Amanda Beard                                   | Stati Uniti                              | Nuotatore                                    | 2018                 |
| Frank Beaurepaire                              | Australia                                | Nuotatore                                    | 1967                 |
| Milivoj Bebić                                  | Jugoslavia/ Croazia                      | Pallanuotista                                | 2013                 |
| Elizabeth Becker-Pinkston                      | Stati Uniti                              | Tuffatore                                    | 1967                 |
| Melissa Belote                                 | Stati Uniti                              | Nuotatore                                    | 1983                 |
| Brooke Bennett                                 | Stati Uniti                              | Nuotatore                                    | 2010                 |
| Tibor Benedek                                  | Ungheria                                 | Pallanuotista                                | 2016                 |
| Paul Bergen                                    | Stati Uniti/ Canada                      | Allenatore (Nuoto)                           | 1998                 |
| David Berkoff                                  | Stati Uniti                              | Nuotatore                                    | 2005                 |
| Alain Bernard                                  | Francia                                  | Nuotatore                                    | 2017                 |
| Sylvie Bernier                                 | Canada                                   | Tuffatore                                    | 1996                 |
| Kevin Berry                                    | Australia                                | Nuotatore                                    | 1980                 |
| Arno Bieberstein                               | Germania                                 | Pioniere del nuoto                           | 1988                 |
| Hobie Billingsley                              | Stati Uniti                              | Allenatore (Tuffi)/Tuffatore                 | 1983                 |
| Matt Biondi                                    | Stati Uniti                              | Nuotatore                                    | 1997                 |
| Péter Biros                                    | Ungheria                                 | Pallanuotista                                | 2015                 |
| Đurđica Bjedov                                 | Jugoslavia/ Croazia                      | Nuotatore                                    | 1987                 |
| Thomas Blake                                   | Stati Uniti                              | Pioniere contributore                        | 1992                 |
| Ethelda Bleibtrey                              | Stati Uniti                              | Nuotatore                                    | 1967                 |
| Gérard Blitz                                   | Belgio                                   | Pioniere del nuoto/Pallanuotista             | 1990                 |
| András Bodnár                                  | Ungheria                                 | Pallanuotista                                | 2017                 |
| Phil Boggs                                     | Stati Uniti                              | Tuffatore                                    | 1985                 |
| Jean Boiteux                                   | Francia                                  | Nuotatore                                    | 1982                 |
| Arne Borg                                      | Svezia                                   | Nuotatore                                    | 1966                 |
| Gustavo Borges                                 | Brasile                                  | Nuotatore                                    | 2012                 |
| Joe Bottom                                     | Stati Uniti                              | Nuotatore                                    | 2006                 |
| Simeon Boychenko                               | Unione Sovietica                         | Pioniere del nuoto                           | 2016                 |
| Charlotte Boyle                                | Stati Uniti                              | Pioniere del nuoto                           | 1988                 |
| Paul Boyton                                    | Stati Uniti                              | Pioniere contributore                        | 1993                 |
| Walter Brack                                   | Germania                                 | Pioniere del nuoto                           | 1997                 |
| Ernst Brandsten                                | Stati Uniti/ Svezia                      | Allenatore (Tuffi)                           | 1966                 |
| Ma Braun                                       | Paesi Bassi                              | Allenatore (Nuoto)                           | 1967                 |
| Marie Braun                                    | Paesi Bassi                              | Nuotatore                                    | 1980                 |
| Stan Brauninger                                | Stati Uniti                              | Allenatore (Nuoto/Tuffi)                     | 1972                 |
| George Breen                                   | Stati Uniti                              | Nuotatore                                    | 1975                 |
| Enith Brigitha                                 | Paesi Bassi                              | Nuotatore                                    | 2015                 |
| David Browning                                 | Stati Uniti                              | Tuffatore                                    | 1975                 |
| Jayne Owen Bruner                              | Stati Uniti                              | Nuotatore master                             | 1998                 |
| Mike Bruner                                    | Stati Uniti                              | Nuotatore                                    | 1988                 |
| Ol'ga Brusnikina                               | Russia                                   | Sincronetto                                  | 2009                 |
| Sandra Bucha                                   | Stati Uniti                              | Nuotatore di fondo                           | 2014                 |
| Perica Bukić                                   | Jugoslavia/ Croazia                      | Pallanuotista                                | 2008                 |
| Andy Burke                                     | Stati Uniti                              | Contributore                                 | 2018                 |
| Lynn Burke                                     | Stati Uniti                              | Nuotatore                                    | 1978                 |
| Mike Burton                                    | Stati Uniti                              | Nuotatore                                    | 1977                 |
| Lesley Bush                                    | Stati Uniti                              | Tuffatore                                    | 1986                 |
| Ray Bussard                                    | Stati Uniti                              | Allenatore (Nuoto)                           | 1999                 |
| Fred Cady                                      | Stati Uniti                              | Allenatore (Tuffi)                           | 1969                 |
| Giorgio Cagnotto                               | Italia                                   | Tuffatore                                    | 1992                 |
| Re Calcaterra                                  | Stati Uniti                              | Pioniere contributore                        | 2011                 |
| Michelle Calkins                               | Canada                                   | Sincronetto                                  | 2001                 |
| Gloria Callen                                  | Stati Uniti                              | Nuotatore                                    | 1984                 |
| Novella Calligaris                             | Italia                                   | Nuotatore                                    | 1986                 |
| James Malcolm Cameron                          | Gran Bretagna                            | Contributore                                 | 2003                 |
| Michelle Cameron                               | Canada                                   | Sincronetto                                  | 2000                 |
| Sandro Campagna                                | Italia                                   | Pallanuotista/Allenatore                     | 2019                 |
| Jeanette Campbell                              | Argentina                                | Nuotatore                                    | 1991                 |
| Tedford H. Cann                                | Stati Uniti                              | Nuotatore                                    | 1967                 |
| Joaquín Capilla                                | Messico                                  | Tuffatore                                    | 1976                 |
| Patty Caretto                                  | Stati Uniti                              | Nuotatore                                    | 1987                 |
| Rick Carey                                     | Stati Uniti                              | Nuotatore                                    | 1993                 |
| Forbes Carlile                                 | Australia                                | Allenatore (Nuoto)                           | 1976                 |
| Christine "Kiki" Caron                         | Francia                                  | Nuotatore                                    | 1998                 |
| Catherine Carr                                 | Stati Uniti                              | Nuotatore                                    | 1988                 |
| Alberto Castagnetti                            | Italia                                   | Allenatore (Nuoto)                           | 2013                 |
| Tracy Caulkins                                 | Stati Uniti                              | Nuotatore                                    | 1990                 |
| Famiglia Cavill                                | Australia                                | Contributori (6)                             | 1970                 |
| George Center                                  | Stati Uniti                              | Pioniere allenatore (Nuoto)                  | 1991                 |
| Florence Chadwick                              | Stati Uniti                              | Nuotatore                                    | 1970                 |
| Jennifer Chandler                              | Stati Uniti                              | Tuffatore                                    | 1987                 |
| Boy Charlton                                   | Australia                                | Nuotatore                                    | 1972                 |
| Sherman Chavoor                                | Stati Uniti                              | Allenatore (Nuoto)                           | 1977                 |
| S. Earl Clark                                  | Stati Uniti                              | Tuffatore                                    | 1972                 |
| Steve Clark                                    | Stati Uniti                              | Nuotatore                                    | 1966                 |
| Stefanie Clausen                               | Danimarca                                | Pioniere dei tuffi                           | 1988                 |
| Dick Cleveland                                 | Stati Uniti                              | Nuotatore                                    | 1991                 |
| Bob Clotworthy                                 | Stati Uniti                              | Tuffatore                                    | 1980                 |
| Osvaldo Codaro                                 | Argentina                                | Nuotatore di fondo                           | 1991                 |
| Jack Cody                                      | Stati Uniti                              | Allenatore (Nuoto/Tuffi)                     | 1970                 |
| Tiffany Cohen                                  | Stati Uniti                              | Nuotatore                                    | 1996                 |
| Georgia Coleman                                | Stati Uniti                              | Tuffatore                                    | 1966                 |
| Cecil Colwin                                   | Canada/ Sudafrica                        | Contributore                                 | 1993                 |
| Carin Cone                                     | Stati Uniti                              | Nuotatore                                    | 1984                 |
| Brad Cooper                                    | Australia                                | Nuotatore                                    | 1994                 |
| Joyce Cooper                                   | Gran Bretagna                            | Pioniere del nuoto                           | 1996                 |
| George Corsan Sr.                              | Canada                                   | Contributore                                 | 1971                 |
| Candy Costie                                   | Stati Uniti                              | Sincronetto                                  | 1995                 |
| Frank Cotton                                   | Australia                                | Pioniere contributore                        | 1989                 |
| James E. Counsilman                            | Stati Uniti                              | Allenatore (Nuoto)                           | 1976                 |
| Jacques-Yves Cousteau                          | Francia                                  | Contributore                                 | 1967                 |
| Lynne Cox                                      | Stati Uniti                              | Nuotatore di fondo                           | 2000                 |
| Buster Crabbe                                  | Stati Uniti                              | Nuotatore                                    | 1965                 |
| Lorraine Crapp                                 | Australia                                | Nuotatore                                    | 1972                 |
| Helen Crlenkovich                              | Stati Uniti                              | Tuffatore                                    | 1981                 |
| Ian Crocker                                    | Stati Uniti                              | Nuotatore                                    | 2017                 |
| Ferenc Csik                                    | Ungheria                                 | Nuotatore                                    | 1983                 |
| Bert Cummins                                   | Gran Bretagna                            | Contributore                                 | 1974                 |
| Thomas K. Cureton Jr.                          | Stati Uniti                              | Contributore                                 | 1980                 |
| Ann Curtis                                     | Stati Uniti                              | Nuotatore                                    | 1966                 |
| Kay Curtis                                     | Stati Uniti                              | Allenatore (Nuoto sincronizzato)             | 1979                 |
| Joy Cushman                                    | Stati Uniti                              | Pioniere contributore                        | 2018                 |
| Peter Daland                                   | Stati Uniti                              | Allenatore (Nuoto)                           | 1977                 |
| Giuseppe D'Altrui                              | Italia                                   | Pallanuotista                                | 2010                 |
| Marco D'Altrui                                 | Italia                                   | Pallanuotista                                | 2010                 |
| Ellie Daniel                                   | Stati Uniti                              | Nuotatore                                    | 1997                 |
| Charlie Daniels                                | Stati Uniti                              | Nuotatore                                    | 1965                 |
| Tamás Darnyi                                   | Ungheria                                 | Nuotatore                                    | 2000                 |
| Flip Darr                                      | Stati Uniti                              | Allenatore (Nuoto)                           | 2006                 |
| Ray Daughters                                  | Stati Uniti                              | Allenatore (Nuoto)                           | 1971                 |
| John Davies                                    | Australia                                | Nuotatore                                    | 1984                 |
| Charlotte Davis                                | Stati Uniti                              | Allenatore (Nuoto sincronizzato)             | 2014                 |
| Victor Davis                                   | Canada                                   | Nuotatore                                    | 1994                 |
| Anastasija Davydova                            | Russia                                   | Sincronetto                                  | 2017                 |
| William "Buck" Dawson                          | Stati Uniti                              | Contributore                                 | 1986                 |
| Thea de Wit                                    | Paesi Bassi                              | Contributore                                 | 2005                 |
| Penny Lee Dean                                 | Stati Uniti                              | Nuotatore di fondo                           | 1996                 |
| Frederik Deburghgraeve                         | Belgio                                   | Nuotatore                                    | 2008                 |
| Richard Degener                                | Stati Uniti                              | Tuffatore                                    | 1971                 |
| Louis deBreda Handley                          | Stati Uniti                              | Allenatore (Nuoto/Pallanuoto)                | 1967                 |
| Inge de Bruijn                                 | Paesi Bassi                              | Nuotatore                                    | 2009                 |
| Gianni De Magistris                            | Italia                                   | Pallanuotista                                | 1995                 |
| Rick DeMont                                    | Stati Uniti                              | Nuotatore                                    | 1990                 |
| Frank Dempsey                                  | Stati Uniti                              | Tuffatore                                    | 1996                 |
| Willy den Ouden                                | Paesi Bassi                              | Nuotatore                                    | 1970                 |
| Clare Dennis                                   | Australia                                | Nuotatore                                    | 1982                 |
| John Henry "Rob" Derbyshire                    | Gran Bretagna                            | Pioniere del nuoto/Pallanuotista/Allenatore  | 2005                 |
| Pete Desjardins                                | Stati Uniti                              | Tuffatore                                    | 1966                 |
| Donna de Varona                                | Stati Uniti                              | Nuotatore                                    | 1969                 |
| John Devitt                                    | Australia                                | Nuotatore                                    | 1979                 |
| Carlo Dibiasi                                  | Italia                                   | Pioniere allenatore (Tuffi)                  | 2006                 |
| Klaus Dibiasi                                  | Italia                                   | Tuffatore                                    | 1981                 |
| Tom Dolan                                      | Stati Uniti                              | Nuotatore                                    | 2006                 |
| Aleksandr Dolgušin                             | Unione Sovietica                         | Pallanuotista                                | 2010                 |
| Leo Donath                                     | Ungheria                                 | Pioniere contributore                        | 1988                 |
| Olga Dorfner                                   | Stati Uniti                              | Nuotatore                                    | 1970                 |
| Lyle Draves                                    | Stati Uniti                              | Allenatore (Tuffi)                           | 1989                 |
| Vicki Draves                                   | Stati Uniti                              | Tuffatore                                    | 1969                 |
| Emile Georges Drigny                           | Francia                                  | Contributore                                 | 1984                 |
| Taylor Drysdale                                | Stati Uniti                              | Pioniere del nuoto                           | 1994                 |
| Milena Duchková                                | Cecoslovacchia                           | Tuffatore                                    | 1983                 |
| Virginia "Ginny" Duenkel                       | Stati Uniti                              | Nuotatore                                    | 1985                 |
| Barbara Dunbar                                 | Stati Uniti                              | Nuotatore master                             | 2000                 |
| Fanny Durack                                   | Australia                                | Nuotatore                                    | 1967                 |
| Becky Dyroen-Lancer                            | Stati Uniti                              | Sincronetto                                  | 2004                 |
| Gertrude Ederle                                | Stati Uniti                              | Nuotatore                                    | 1965                 |
| David Edgar                                    | Stati Uniti                              | Nuotatore                                    | 1996                 |
| Krisztina Egerszegi                            | Ungheria                                 | Nuotatore                                    | 2001                 |
| Kathy Ellis                                    | Stati Uniti                              | Nuotatore                                    | 1991                 |
| Patsy Elsener                                  | Stati Uniti                              | Tuffatore                                    | 2002                 |
| Gail Emery                                     | Stati Uniti                              | Allenatore (Nuoto sincronizzato)             | 2000                 |
| Kornelia Ender                                 | Germania Est                             | Nuotatore                                    | 1981                 |
| Charlotte Epstein                              | Stati Uniti                              | Contributore                                 | 1974                 |
| Jon Erikson                                    | Stati Uniti                              | Nuotatore di fondo                           | 2014                 |
| Manuel Estiarte                                | Spagna                                   | Pallanuotista                                | 2007                 |
| Janet Evans                                    | Stati Uniti                              | Nuotatore                                    | 2001                 |
| Dick Eve                                       | Australia                                | Pioniere dei tuffi                           | 1991                 |
| Tamás Faragó                                   | Ungheria                                 | Pallanuotista                                | 1993                 |
| John Faricy                                    | Stati Uniti                              | Pioniere del nuoto                           | 1990                 |
| Jeff Farrell                                   | Stati Uniti                              | Nuotatore                                    | 1968                 |
| Hans Fassnacht                                 | Germania                                 | Nuotatore                                    | 1992                 |
| Jane Fauntz                                    | Stati Uniti                              | Pioniere del nuoto/Tuffatore                 | 1991                 |
| Cathy Ferguson                                 | Stati Uniti                              | Nuotatore                                    | 1978                 |
| Harold Fern                                    | Gran Bretagna                            | Contributore                                 | 1974                 |
| Peter Fick                                     | Stati Uniti                              | Nuotatore                                    | 1978                 |
| Sharon Finneran                                | Stati Uniti                              | Nuotatore                                    | 1985                 |
| Domenico Fioravanti                            | Italia                                   | Nuotatore                                    | 2012                 |
| Howard Firby                                   | Canada                                   | Allenatore (Nuoto)                           | 1985                 |
| Ralph Flanagan                                 | Stati Uniti                              | Nuotatore                                    | 1978                 |
| Jennie Fletcher                                | Gran Bretagna                            | Nuotatore                                    | 1971                 |
| Alan Ford                                      | Stati Uniti                              | Nuotatore                                    | 1966                 |
| Michelle Ford                                  | Australia                                | Nuotatore                                    | 1994                 |
| Gerald Forsberg                                | Gran Bretagna                            | Pioniere contributore del nuoto di fondo     | 1998                 |
| Benjamin Franklin                              | Stati Uniti                              | Contributore                                 | 1968                 |
| Dawn Fraser                                    | Australia                                | Nuotatore                                    | 1965                 |
| Sylvie Fréchette                               | Canada                                   | Sincronetto                                  | 2003                 |
| Mary Freeman                                   | Stati Uniti                              | Allenatore (Nuoto)/Contributore              | 1988                 |
| Mingxia Fu                                     | Cina                                     | Tuffatore                                    | 2005                 |
| Ellen Fullard-Leo                              | Stati Uniti                              | Contributore                                 | 1974                 |
| Patty Robinson Fulton                          | Stati Uniti                              | Tuffatore master                             | 2001                 |
| Bruce Furniss                                  | Stati Uniti                              | Nuotatore                                    | 1987                 |
| Hironoshin Furuhashi                           | Giappone                                 | Nuotatore                                    | 1967                 |
| Masaru Furukawa                                | Giappone                                 | Nuotatore                                    | 1981                 |
| Rowdy Gaines                                   | Stati Uniti                              | Nuotatore                                    | 1995                 |
| Harry Gallagher                                | Australia                                | Allenatore (Nuoto)                           | 1984                 |
| Claire Galligan                                | Stati Uniti                              | Nuotatore                                    | 1970                 |
| Don Gambril                                    | Stati Uniti                              | Allenatore (Nuoto)                           | 1983                 |
| Min Gao                                        | Cina                                     | Tuffatore                                    | 1998                 |
| Eleanor Garatti-Saville                        | Stati Uniti                              | Pioniere del nuoto                           | 1992                 |
| James Gaughran                                 | Stati Uniti                              | Allenatore (Pallanuoto/Nuoto)                | 2015                 |
| Tim Garton                                     | Stati Uniti                              | Nuotatore master                             | 1997                 |
| George Gate                                    | Canada                                   | Allenatore (Nuoto)                           | 1989                 |
| Terry Gathercole                               | Australia                                | Nuotatore                                    | 1985                 |
| Marjorie Gestring                              | Stati Uniti                              | Tuffatore                                    | 1976                 |
| Carlos Girón                                   | Messico                                  | Tuffatore                                    | 2001                 |
| Harry Glancy                                   | Stati Uniti                              | Pioniere del nuoto                           | 1990                 |
| Mercedes Gleitze                               | Gran Bretagna                            | Pioniere del nuoto di fondo                  | 2014                 |
| Eldon Godfrey                                  | Canada                                   | Contributore                                 | 2012                 |
| Tom Gompf                                      | Stati Uniti                              | Contributore                                 | 2002                 |
| Brian Goodell                                  | Stati Uniti                              | Nuotatore                                    | 1986                 |
| Budd Goodwin                                   | Stati Uniti                              | Nuotatore                                    | 1971                 |
| Horst Gorlitz                                  | Germania Est/ Italia/ Francia            | Pioniere allenatore (Tuffi)                  | 2016                 |
| Frank Gorman                                   | Stati Uniti                              | Pioniere dei tuffi                           | 2016                 |
| Sue Gossick                                    | Stati Uniti                              | Tuffatore                                    | 1988                 |
| Shane Gould                                    | Australia                                | Nuotatore                                    | 1977                 |
| Jed Graef                                      | Stati Uniti                              | Nuotatore                                    | 1988                 |
| Judy Grinham                                   | Gran Bretagna                            | Nuotatore                                    | 1981                 |
| Larry Griswold                                 | Stati Uniti                              | Pioniere Tuffatore comico                    | 2010                 |
| Michael Gross                                  | Germania                                 | Nuotatore                                    | 1995                 |
| Irene Guest                                    | Stati Uniti                              | Pioniere del nuoto                           | 1990                 |
| Beulah Gundling                                | Stati Uniti                              | Aquatic Artist                               | 1965                 |
| Itze Gunst                                     | Germania                                 | Pioniere della pallanuoto                    | 1990                 |
| Paul Günther                                   | Germania                                 | Pioniere dei tuffi                           | 1988                 |
| Jingjing Guo                                   | Cina                                     | Tuffatore                                    | 2016                 |
| Bridgette Gusterson                            | Australia                                | Pallanuotista                                | 2017                 |
| Frank Guthrie                                  | Australia                                | Allenatore (Nuoto)                           | 1991                 |
| Andrea Gyarmati                                | Ungheria                                 | Nuotatore                                    | 1995                 |
| Dezső Gyarmati                                 | Ungheria                                 | Pallanuotista                                | 1976                 |
| Valéria Gyenge                                 | Ungheria                                 | Nuotatore                                    | 1978                 |
| Grant Hackett                                  | Australia                                | Nuotatore                                    | 2014                 |
| George Haines                                  | Stati Uniti                              | Allenatore (Nuoto)                           | 1977                 |
| Alfréd Hajós                                   | Ungheria                                 | Nuotatore                                    | 1966                 |
| Olivér Halassy                                 | Ungheria                                 | Pallanuotista                                | 1978                 |
| Gary Hall Jr.                                  | Stati Uniti                              | Nuotatore                                    | 2013                 |
| Gary Hall Sr.                                  | Stati Uniti                              | Nuotatore                                    | 1981                 |
| Kaye Hall                                      | Stati Uniti                              | Nuotatore                                    | 1979                 |
| Zoltán Halmay                                  | Ungheria                                 | Nuotatore                                    | 1968                 |
| Tetsuo Hamuro                                  | Giappone                                 | Nuotatore                                    | 1990                 |
| Jam Handy                                      | Stati Uniti                              | Contributore                                 | 1965                 |
| Dick Hannula                                   | Stati Uniti                              | Allenatore (Nuoto)                           | 1987                 |
| Ursula Happe                                   | Germania                                 | Nuotatore                                    | 1997                 |
| Phyllis Harding                                | Gran Bretagna                            | Nuotatore                                    | 1995                 |
| Bruce Harlan                                   | Stati Uniti                              | Tuffatore                                    | 1973                 |
| Donald Harper                                  | Stati Uniti                              | Tuffatore                                    | 1998                 |
| Joan Harrison                                  | Sudafrica                                | Nuotatore                                    | 1982                 |
| Karen Harup                                    | Danimarca                                | Nuotatore                                    | 1975                 |
| Dagmar Hase                                    | Germania Est                             | Nuotatore                                    | 2013                 |
| Shirō Hashizume                                | Giappone                                 | Nuotatore                                    | 1992                 |
| John Gatenby "Jack" Hatfield                   | Gran Bretagna                            | Nuotatore/Pallanuotista                      | 1984                 |
| Cecil Healy                                    | Australia                                | Nuotatore                                    | 1981                 |
| George Hearn                                   | Gran Bretagna                            | Pioniere contributore                        | 1986                 |
| Harry Hebner                                   | Stati Uniti                              | Nuotatore                                    | 1968                 |
| Jerry Heidenreich                              | Stati Uniti                              | Nuotatore                                    | 1992                 |
| Bob Helmick                                    | Stati Uniti                              | Contributore                                 | 2007                 |
| John Hencken                                   | Stati Uniti                              | Nuotatore                                    | 1988                 |
| Jan Henne                                      | Stati Uniti                              | Nuotatore                                    | 1979                 |
| Harold Henning                                 | Stati Uniti                              | Contributore                                 | 1979                 |
| Thor Henning                                   | Svezia                                   | Pioniere del nuoto                           | 1992                 |
| Jon Henricks                                   | Australia                                | Nuotatore                                    | 1973                 |
| Jodie Henry                                    | Australia                                | Nuotatore                                    | 2015                 |
| William Henry                                  | Gran Bretagna                            | Contributore                                 | 1974                 |
| Sam Herford                                    | Australia                                | Allenatore (Nuoto)                           | 1992                 |
| Penelope Heyns                                 | Sudafrica                                | Nuotatore                                    | 2007                 |
| Charles Hickcox                                | Stati Uniti                              | Nuotatore                                    | 1976                 |
| John Higgins                                   | Stati Uniti                              | Nuotatore                                    | 1971                 |
| Takashi "Halo" Hirose                          | Stati Uniti                              | Pioniere del nuoto                           | 2017                 |
| Thomas Hoad                                    | Australia                                | Contributore                                 | 2011                 |
| George Hodgson                                 | Canada                                   | Nuotatore                                    | 1968                 |
| Falk Hoffmann                                  | Germania Est                             | Tuffatore                                    | 1999                 |
| Robert M. Hoffman                              | Stati Uniti                              | Pioniere contributore                        | 2001                 |
| Peg Hogan                                      | Stati Uniti                              | Masters Sincronetto                          | 2002                 |
| Nancy Hogshead                                 | Stati Uniti                              | Nuotatore                                    | 1994                 |
| Harry Holiday                                  | Stati Uniti                              | Nuotatore                                    | 1991                 |
| Steve Holland                                  | Australia                                | Nuotatore                                    | 1989                 |
| Eleanor Holm                                   | Stati Uniti                              | Nuotatore                                    | 1966                 |
| Frederick Holman                               | Gran Bretagna                            | Pioniere del nuoto                           | 1988                 |
| Márton Homonnai                                | Ungheria                                 | Pallanuotista                                | 1971                 |
| Ernst Hoppenberg                               | Germania                                 | Pioniere del nuoto                           | 1988                 |
| Bruce Hopping                                  | Stati Uniti                              | Pioniere contributore                        | 2014                 |
| Richard R. Hough                               | Stati Uniti                              | Nuotatore                                    | 1970                 |
| Jia Hu                                         | Cina                                     | Tuffatore                                    | 2013                 |
| Chad Hundeby                                   | Stati Uniti                              | Nuotatore di fondo                           | 2012                 |
| Nazionale di pallanuoto dell'Ungheria          | Ungheria                                 | Squadra di pallanuoto                        | 2016                 |
| Virginia Hunt Newman                           | Stati Uniti                              | Pioniere contributore                        | 1993                 |
| Stefen Hunyadfi                                | Ungheria/ Italia/ Stati Uniti            | Allenatore (Nuoto)                           | 1969                 |
| Ralph Hutton                                   | Canada                                   | Nuotatore                                    | 1984                 |
| Ragnhild Hveger                                | Danimarca                                | Nuotatore                                    | 1966                 |
| Horacio Iglesias                               | Argentina                                | Nuotatore di fondo                           | 2003                 |
| Larisa Il'čenko                                | Russia                                   | Nuotatore                                    | 2016                 |
| Tom Jager                                      | Stati Uniti                              | Nuotatore                                    | 2001                 |
| Hilda James                                    | Gran Bretagna                            | Pioniere del nuoto                           | 2016                 |
| Zoran Janković                                 | Jugoslavia                               | Pallanuotista                                | 2004                 |
| Alex Jany                                      | Francia                                  | Nuotatore                                    | 1977                 |
| John Jarvis                                    | Gran Bretagna                            | Nuotatore                                    | 1968                 |
| Chet Jastremski                                | Stati Uniti                              | Nuotatore                                    | 1977                 |
| Otylia Jędrzejczak                             | Polonia                                  | Nuotatore                                    | 2019                 |
| Zdravko Ježić                                  | Jugoslavia                               | Pallanuotista                                | 2010                 |
| Greta Johansson                                | Svezia                                   | Tuffatore                                    | 1973                 |
| Hjalmar Johansson                              | Svezia                                   | Pioniere dei tuffi/Contributore              | 1982                 |
| Gail Johnson                                   | Stati Uniti                              | Sincronetto                                  | 1983                 |
| Graham Johnston                                | Stati Uniti                              | Nuotatore master                             | 1998                 |
| Leisel Jones                                   | Australia                                | Nuotatore                                    | 2017                 |
| Karen Josephson                                | Stati Uniti                              | Sincronetto                                  | 1997                 |
| Sarah Josephson                                | Stati Uniti                              | Sincronetto                                  | 1997                 |
| Aleksandr Kabanov                              | Unione Sovietica                         | Pallanuotista                                | 2001                 |
| Lina Kačiušytė                                 | Unione Sovietica                         | Nuotatore                                    | 1998                 |
| Duke Kahanamoku                                | Stati Uniti                              | Nuotatore                                    | 1965                 |
| Irina Kalinina                                 | Unione Sovietica                         | Tuffatore                                    | 1990                 |
| Marion Kane                                    | Stati Uniti                              | Allenatore (Nuoto sincronizzato)             | 1981                 |
| Masako Kaneko                                  | Giappone                                 | Allenatore (Nuoto sincronizzato)             | 2015                 |
| György Kárpáti                                 | Ungheria                                 | Pallanuotista                                | 1982                 |
| Tamás Kásás                                    | Ungheria                                 | Pallanuotista                                | 2015                 |
| Kouji Katoh                                    | Giappone                                 | Allenatore (Nuoto)                           | 2001                 |
| Beth Kaufman                                   | Stati Uniti                              | Contributore                                 | 1967                 |
| Warren Kealoha                                 | Stati Uniti                              | Nuotatore                                    | 1968                 |
| Annette Kellerman                              | Australia                                | Contributore                                 | 1974                 |
| Dénes Kemény                                   | Ungheria                                 | Allenatore (Pallanuoto)                      | 2011                 |
| Edward T. Kennedy                              | Stati Uniti                              | Contributore                                 | 1966                 |
| Skip Kenney                                    | Stati Uniti                              | Allenatore (Nuoto)                           | 2004                 |
| Adolph Kiefer                                  | Stati Uniti                              | Nuotatore                                    | 1965                 |
| Benard Kieran                                  | Australia                                | Nuotatore                                    | 1969                 |
| Lenore Kight                                   | Stati Uniti                              | Nuotatore                                    | 1981                 |
| Dick Kimball                                   | Stati Uniti                              | Allenatore (Tuffi)/Tuffatore                 | 1985                 |
| Micki King                                     | Stati Uniti                              | Tuffatore                                    | 1978                 |
| John Kinsella                                  | Stati Uniti                              | Nuotatore                                    | 1986                 |
| Cor Kint                                       | Paesi Bassi                              | Nuotatore                                    | 1971                 |
| Robert Kiphuth                                 | Stati Uniti                              | Allenatore (Nuoto)                           | 1965                 |
| Marija Kiselëva                                | Russia                                   | Sincronetto                                  | 2010                 |
| Gergely Kiss                                   | Ungheria                                 | Pallanuotista                                | 2015                 |
| László Kiss                                    | Ungheria                                 | Allenatore (Nuoto)                           | 2012                 |
| Kusuo Kitamura                                 | Giappone                                 | Nuotatore                                    | 1965                 |
| Masaji Kiyokawa                                | Giappone                                 | Nuotatore                                    | 1978                 |
| Jana Kločkova                                  | Ucraina                                  | Nuotatore                                    | 2013                 |
| Ulrika Knape                                   | Svezia                                   | Tuffatore                                    | 1982                 |
| Reizō Koike                                    | Giappone                                 | Pioniere del nuoto                           | 1996                 |
| George Kojac                                   | Stati Uniti                              | Nuotatore                                    | 1968                 |
| Ada Kok                                        | Paesi Bassi                              | Nuotatore                                    | 1976                 |
| Mary Kok                                       | Paesi Bassi                              | Nuotatore                                    | 1980                 |
| Claudia Kolb                                   | Stati Uniti                              | Nuotatore                                    | 1975                 |
| Béla Komjádi                                   | Ungheria                                 | Pallanuotista                                | 1995                 |
| Ford Konno                                     | Stati Uniti                              | Nuotatore                                    | 1972                 |
| John Konrads e Ilsa Konrads                    | Australia                                | Nuotatori                                    | 1971                 |
| Mikako Kotani                                  | Giappone                                 | Sincronetto                                  | 2007                 |
| Rosemarie Kother                               | Germania Est                             | Nuotatore                                    | 1986                 |
| Zdravko-Ćiro Kovačić                           | Jugoslavia/ Croazia                      | Pallanuotista                                | 1984                 |
| Ágnes Kovács                                   | Ungheria                                 | Nuotatore                                    | 2014                 |
| Ingrid Krämer                                  | Germania Est                             | Tuffatore                                    | 1975                 |
| Barbara Krause                                 | Germania Est                             | Nuotatore                                    | 1988                 |
| June Krauser                                   | Stati Uniti                              | Contributore                                 | 1994                 |
| Lenny Krayzelburg                              | Stati Uniti                              | Nuotatore                                    | 2011                 |
| Harold Kruger                                  | Stati Uniti                              | Pioniere del nuoto/Tuffatore                 | 1986                 |
| Louis Kuehn                                    | Stati Uniti                              | Pioniere dei tuffi                           | 1988                 |
| Karin Kuipers                                  | Paesi Bassi                              | Pallanuotista                                | 2014                 |
| Ethel Lackie                                   | Stati Uniti                              | Nuotatore                                    | 1969                 |
| Giorgio Lamberti                               | Italia                                   | Nuotatore                                    | 2004                 |
| Clara LaMore                                   | Stati Uniti                              | Nuotatore master                             | 1995                 |
| Fred Lane                                      | Australia                                | Nuotatore                                    | 1969                 |
| Ludy Langer                                    | Stati Uniti                              | Pioniere del nuoto                           | 1988                 |
| Gus Langner                                    | Stati Uniti                              | Nuotatore master                             | 1995                 |
| Lishi Lao                                      | Cina                                     | Tuffatore                                    | 2015                 |
| Mustapha Larfaoui                              | Algeria                                  | Contributore                                 | 1998                 |
| Lance Larson                                   | Stati Uniti                              | Nuotatore                                    | 1980                 |
| Gunnar Larsson                                 | Svezia                                   | Nuotatore                                    | 1979                 |
| Irina Laško                                    | Unione Sovietica/ Russia/ Australia      | Tuffatore                                    | 2018                 |
| Walter Laufer                                  | Stati Uniti                              | Nuotatore                                    | 1973                 |
| Laurie Lawrence                                | Australia                                | Allenatore (Nuoto)                           | 1996                 |
| Samuel Lee                                     | Stati Uniti                              | Tuffatore                                    | 1968                 |
| Dezső Lemhényi                                 | Ungheria                                 | Pallanuotista/Allenatore/Contributore        | 1998                 |
| Kelley Lemmon                                  | Stati Uniti                              | Nuotatore master                             | 1999                 |
| Harry LeMoyne                                  | Stati Uniti                              | Pioniere del nuoto                           | 1988                 |
| Maria Lenk                                     | Brasile                                  | Nuotatore                                    | 1988                 |
| Mark Lenzi                                     | Stati Uniti                              | Tuffatore                                    | 2003                 |
| Jason Lezak                                    | Stati Uniti                              | Nuotatore                                    | 2019                 |
| Ting Li                                        | Cina                                     | Tuffatore                                    | 2019                 |
| Boxi Liang                                     | Cina                                     | Pioniere dei tuffi                           | 2015                 |
| Kim Linehan                                    | Stati Uniti                              | Nuotatore                                    | 1997                 |
| Bill Lippman Jr.                               | Stati Uniti                              | Contributore                                 | 1995                 |
| Danyon Loader                                  | Nuova Zelanda                            | Nuotatore                                    | 2003                 |
| Wilbert E. Longfellow                          | Stati Uniti                              | Contributore                                 | 1965                 |
| Anita Lonsbrough                               | Gran Bretagna                            | Nuotatore                                    | 1983                 |
| Gianni Lonzi                                   | Italia                                   | Pallanuotista/Allenatore/Administrator       | 2009                 |
| Martín López-Zubero                            | Spagna                                   | Nuotatore                                    | 2004                 |
| Alice Lord Landon                              | Stati Uniti                              | Pioniere del nuoto/Contributore              | 1993                 |
| Greg Louganis                                  | Stati Uniti                              | Tuffatore                                    | 1993                 |
| Frederick Luehring                             | Stati Uniti                              | Contributore                                 | 1974                 |
| Steve Lundquist                                | Stati Uniti                              | Nuotatore                                    | 1990                 |
| Cornel Mărculescu                              | Romania                                  | Contributore                                 | 2010                 |
| Diana Mocanu                                   | Romania                                  | Nuotatore                                    | 2015                 |
| Marcella MacDonald                             | Stati Uniti                              | Nuotatore di fondo                           | 2019                 |
| Lillian MacKellar                              | Stati Uniti/ Canada/ Nuova Zelanda       | Pioniere allenatore/Contributore/Sincronetto | 1993                 |
| Helene Madison                                 | Stati Uniti                              | Nuotatore                                    | 1966                 |
| Hideko Maehata                                 | Giappone                                 | Nuotatore                                    | 1979                 |
| Mario Majoni                                   | Italia                                   | Pallanuotista                                | 1972                 |
| Shōzō Makino                                   | Giappone                                 | Nuotatore                                    | 1991                 |
| Håkan Malmrot                                  | Svezia                                   | Nuotatore                                    | 1980                 |
| Matt Mann II                                   | Stati Uniti/ Gran Bretagna               | Allenatore (Nuoto)                           | 1965                 |
| Shelley Mann                                   | Stati Uniti                              | Nuotatore                                    | 1966                 |
| Thompson Mann                                  | Stati Uniti                              | Nuotatore                                    | 1984                 |
| Kálmán Markovits                               | Ungheria                                 | Pallanuotista                                | 1994                 |
| John Marshall                                  | Australia                                | Nuotatore                                    | 1973                 |
| G. Harold Martin                               | Stati Uniti                              | Pioniere contributore                        | 1999                 |
| Rie Mastenbroek                                | Paesi Bassi                              | Nuotatore                                    | 1968                 |
| Ikkaku Matsuzawa                               | Giappone                                 | Allenatore (Nuoto)                           | 2009                 |
| Roland Matthes                                 | Germania Est                             | Nuotatore                                    | 1981                 |
| Mihály Mayer                                   | Ungheria                                 | Pallanuotista                                | 1987                 |
| Charles McCaffree                              | Stati Uniti                              | Contributore                                 | 1976                 |
| Glenn McCormick                                | Stati Uniti                              | Allenatore (Tuffi)                           | 1995                 |
| Kelly McCormick                                | Stati Uniti                              | Tuffatore                                    | 1999                 |
| Patricia McCormick                             | Stati Uniti                              | Tuffatore                                    | 1965                 |
| Michael "Turk" McDermott                       | Stati Uniti                              | Nuotatore                                    | 1969                 |
| Perry McGillivray                              | Stati Uniti                              | Nuotatore                                    | 1981                 |
| Judy McGowan                                   | Stati Uniti                              | Contributore/Sincronetto                     | 2009                 |
| Margo McGrath                                  | Stati Uniti                              | Sincronetto                                  | 1989                 |
| Tim McKee                                      | Stati Uniti                              | Nuotatore                                    | 1998                 |
| Don McKenzie                                   | Stati Uniti                              | Nuotatore                                    | 1989                 |
| Josephine McKim                                | Stati Uniti                              | Pioniere del nuoto                           | 1991                 |
| Frank McKinney                                 | Stati Uniti                              | Nuotatore                                    | 1975                 |
| Jimmy McLane                                   | Stati Uniti                              | Nuotatore                                    | 1970                 |
| Mary T. Meagher                                | Stati Uniti                              | Nuotatore                                    | 1993                 |
| Helen Meany                                    | Stati Uniti                              | Tuffatore                                    | 1971                 |
| Jack Medica                                    | Stati Uniti                              | Nuotatore                                    | 1966                 |
| Maxine Merlino                                 | Stati Uniti                              | Nuotatore master                             | 1999                 |
| Caren Metschuck                                | Germania Est                             | Nuotatore                                    | 1990                 |
| Debbie Meyer                                   | Stati Uniti                              | Nuotatore                                    | 1977                 |
| Igor Milanović                                 | Jugoslavia                               | Pallanuotista                                | 2006                 |
| Alban Minville                                 | Francia                                  | Allenatore (Nuoto)                           | 1980                 |
| Radovan Miškov                                 | Croazia                                  | Masters Pallanuotista                        | 2014                 |
| Betsy Mitchell                                 | Stati Uniti                              | Nuotatore                                    | 1998                 |
| Michele Mitchell                               | Stati Uniti                              | Tuffatore                                    | 1995                 |
| Yasuji Miyazaki                                | Giappone                                 | Nuotatore                                    | 1981                 |
| Karen Moe                                      | Stati Uniti                              | Nuotatore                                    | 1992                 |
| Tamás Molnár                                   | Ungheria                                 | Pallanuotista                                | 2015                 |
| Jim Montgomery                                 | Stati Uniti                              | Nuotatore                                    | 1986                 |
| Belle Moore                                    | Gran Bretagna                            | Pioniere del nuoto                           | 1989                 |
| Adrian Moorhouse                               | Gran Bretagna                            | Nuotatore                                    | 1999                 |
| Pablo Morales                                  | Stati Uniti                              | Nuotatore                                    | 1998                 |
| Phil Moriarty                                  | Stati Uniti                              | Allenatore (Nuoto)                           | 1980                 |
| Pamela Morris                                  | Stati Uniti                              | Sincronetto/Nuotatore                        | 1965                 |
| Lucy Morton                                    | Gran Bretagna                            | Pioniere del nuoto                           | 1988                 |
| Bob Mowerson                                   | Stati Uniti                              | Allenatore (Nuoto)                           | 1986                 |
| Ardeth Mueller                                 | Stati Uniti                              | Nuotatore master                             | 1996                 |
| Camille Muffat                                 | Francia                                  | Nuotatore                                    | 2016                 |
| Bob Muir                                       | Stati Uniti                              | Pioniere allenatore (Nuoto)                  | 1989                 |
| Debbie Muir                                    | Canada                                   | Allenatore (Nuoto sincronizzato)             | 2007                 |
| Karen Muir                                     | Sudafrica                                | Nuotatore                                    | 1980                 |
| Bill Mulliken                                  | Stati Uniti                              | Nuotatore                                    | 1984                 |
| Felipe Muñoz                                   | Messico                                  | Nuotatore                                    | 1991                 |
| Katsuyoshi Murakami                            | Giappone                                 | Allenatore (Nuoto)                           | 1997                 |
| Kevin Murphy                                   | Gran Bretagna                            | Nuotatore di fondo                           | 2009                 |
| Paula Jean Myers-Pope                          | Stati Uniti                              | Tuffatore                                    | 1979                 |
| John Naber                                     | Stati Uniti                              | Nuotatore                                    | 1982                 |
| Jiro Nagasawa                                  | Giappone                                 | Nuotatore                                    | 1993                 |
| Alfred Nakache                                 | Francia                                  | Pioniere del nuoto                           | 2019                 |
| Keo Nakama                                     | Stati Uniti                              | Nuotatore                                    | 1975                 |
| Anita Nall                                     | Stati Uniti                              | Nuotatore                                    | 2008                 |
| Gail Neall                                     | Australia                                | Nuotatore                                    | 1996                 |
| Sandy Neilson                                  | Stati Uniti                              | Nuotatore                                    | 1986                 |
| Jack Nelson                                    | Stati Uniti                              | Allenatore (Nuoto)                           | 1994                 |
| János Németh                                   | Ungheria                                 | Pallanuotista                                | 1969                 |
| Anthony Nesty                                  | Suriname                                 | Nuotatore                                    | 1998                 |
| Paul Neumann                                   | Austria                                  | Pioniere del nuoto                           | 1986                 |
| Al Neuschaefer                                 | Stati Uniti                              | Allenatore (Nuoto)                           | 1967                 |
| Megan Neyer                                    | Stati Uniti                              | Tuffatore                                    | 1997                 |
| Cindy Nicholas                                 | Canada                                   | Nuotatore di fondo                           | 2005                 |
| Monte Nitzkowski                               | Stati Uniti                              | Allenatore (Pallanuoto)                      | 1991                 |
| Martha Norelius                                | Stati Uniti                              | Nuotatore                                    | 1967                 |
| Éva Novák e Ilona Novák                        | Ungheria                                 | Nuotatori                                    | 1973                 |
| Ian O'Brien                                    | Australia                                | Nuotatore                                    | 1985                 |
| Ron O'Brien                                    | Stati Uniti                              | Allenatore (Tuffi)/Tuffatore                 | 1988                 |
| Wally O'Connor                                 | Stati Uniti                              | Pallanuotista                                | 1966                 |
| Susie O'Neill                                  | Australia                                | Nuotatore                                    | 2006                 |
| Heidi O'Rourke                                 | Stati Uniti                              | Sincronetto                                  | 1980                 |
| Norma Olsen                                    | Stati Uniti                              | Pioniere contributore                        | 1998                 |
| Zoe Ann Olsen                                  | Stati Uniti                              | Tuffatore                                    | 1989                 |
| Yoshiko Osaki                                  | Giappone                                 | Nuotatore master                             | 2005                 |
| Albina Osipowich                               | Stati Uniti                              | Pioniere del nuoto                           | 1986                 |
| Javier Ostos                                   | Messico                                  | Contributore                                 | 1981                 |
| Anne Ottenbrite                                | Canada                                   | Nuotatore                                    | 1999                 |
| Kristin Otto                                   | Germania Est                             | Nuotatore                                    | 1993                 |
| Yoshi Oyakawa                                  | Stati Uniti                              | Nuotatore                                    | 1973                 |
| Henri Padou                                    | Francia                                  | Pallanuotista                                | 1970                 |
| Denis Pankratov                                | Russia                                   | Nuotatore                                    | 2004                 |
| Richard Papenguth                              | Stati Uniti                              | Allenatore (Nuoto/Tuffi)                     | 1986                 |
| Frank Parrington                               | Gran Bretagna                            | Pioniere dei tuffi                           | 1986                 |
| Al Patnik                                      | Stati Uniti                              | Tuffatore                                    | 1969                 |
| Sue Pedersen                                   | Stati Uniti                              | Nuotatore                                    | 1995                 |
| Aaron Peirsol                                  | Stati Uniti                              | Nuotatore                                    | 2016                 |
| Bo Peng                                        | Cina                                     | Tuffatore                                    | 2014                 |
| Mike Peppe                                     | Stati Uniti                              | Allenatore (Nuoto/Tuffi)                     | 1966                 |
| Kieren Perkins                                 | Australia                                | Nuotatore                                    | 2006                 |
| William Berge Phillips                         | Australia                                | Contributore                                 | 1997                 |
| Bernat Picornell                               | Spagna                                   | Pioniere contributore                        | 1993                 |
| Clarence Pinkston                              | Stati Uniti                              | Allenatore (Tuffi)                           | 1966                 |
| Karlyn Pipes                                   | Stati Uniti                              | Nuotatore master                             | 2015                 |
| Eraldo Pizzo                                   | Italia                                   | Pallanuotista                                | 1990                 |
| Joseph Pletincx                                | Belgio                                   | Pioniere della pallanuoto                    | 1988                 |
| Claudio Plit                                   | Argentina                                | Nuotatore di fondo                           | 2014                 |
| Igor' Poljanskij                               | Unione Sovietica                         | Nuotatore                                    | 2002                 |
| Andrea Pollack                                 | Germania Est                             | Nuotatore                                    | 1987                 |
| Alexander Popov                                | Russia                                   | Nuotatore                                    | 2009                 |
| Boris Popov                                    | Unione Sovietica/ Russia                 | Allenatore (Pallanuoto)                      | 2019                 |
| Cynthia Potter                                 | Stati Uniti                              | Tuffatore                                    | 1987                 |
| Dorothy Poynton-Hill                           | Stati Uniti                              | Tuffatore                                    | 1968                 |
| William Prew                                   | Stati Uniti                              | Pioniere del nuoto                           | 1998                 |
| Galina Prozumenščikova                         | Unione Sovietica                         | Nuotatore                                    | 1977                 |
| Richard Quick                                  | Stati Uniti                              | Allenatore (Nuoto)                           | 2000                 |
| Erich Rademacher                               | Germania                                 | Nuotatore/Pallanuotista                      | 1972                 |
| Paul Radmilovic                                | Gran Bretagna                            | Pallanuotista                                | 1967                 |
| Brock Railey                                   | Stati Uniti                              | Nuotatore                                    | 2011                 |
| Béla Rajki                                     | Ungheria                                 | Contributore                                 | 1996                 |
| Emil Rausch                                    | Germania                                 | Nuotatore                                    | 1968                 |
| Austin Rawlinson                               | Gran Bretagna                            | Pioniere del nuoto                           | 1994                 |
| Katherine Rawls                                | Stati Uniti                              | Nuotatore/Tuffatore                          | 1965                 |
| Michael Read                                   | Gran Bretagna                            | Contributore                                 | 2011                 |
| Carol Redmond                                  | Stati Uniti                              | Sincronetto                                  | 1989                 |
| Eddie Reese                                    | Stati Uniti                              | Allenatore (Nuoto)                           | 2002                 |
| Randy Reese                                    | Stati Uniti                              | Allenatore (Nuoto)                           | 2005                 |
| Rica Reinisch                                  | Germania Est                             | Nuotatore                                    | 1989                 |
| Desmond Renford                                | Australia                                | Nuotatore di fondo                           | 2016                 |
| Stephanie Rice                                 | Australia                                | Nuotatore                                    | 2019                 |
| Ulrike Richter                                 | Germania Est                             | Nuotatore                                    | 1983                 |
| Aileen Riggin                                  | Stati Uniti                              | Nuotatore/Tuffatore                          | 1967                 |
| Mickey Riley                                   | Stati Uniti                              | Tuffatore                                    | 1977                 |
| Wally Ris                                      | Stati Uniti                              | Nuotatore                                    | 1966                 |
| Richard Max Ritter                             | Stati Uniti/ Germania                    | Contributore                                 | 1965                 |
| David H. Robertson                             | Stati Uniti                              | Contributore/Allenatore (Nuoto)              | 1989                 |
| Carl Robie                                     | Stati Uniti                              | Nuotatore                                    | 1976                 |
| Tom Robinson                                   | Stati Uniti                              | Allenatore (Nuoto)                           | 1975                 |
| Jesús Rollán                                   | Spagna                                   | Pallanuotista                                | 2012                 |
| Gail Roper                                     | Stati Uniti                              | Nuotatore master                             | 1997                 |
| Billy Rose                                     | Stati Uniti                              | Contributore                                 | 1995                 |
| Murray Rose                                    | Australia                                | Nuotatore                                    | 1965                 |
| Anne Ross                                      | Stati Uniti                              | Tuffatore                                    | 1984                 |
| Clarence Ross                                  | Stati Uniti                              | Pioniere del nuoto                           | 1988                 |
| Norman Ross                                    | Stati Uniti                              | Nuotatore                                    | 1967                 |
| Norbert Rózsa                                  | Ungheria                                 | Nuotatore                                    | 2005                 |
| Dick Roth                                      | Stati Uniti                              | Nuotatore                                    | 1987                 |
| Keena Rothhammer                               | Stati Uniti                              | Nuotatore                                    | 1991                 |
| Jeff Rouse                                     | Stati Uniti                              | Nuotatore                                    | 2001                 |
| Cesare Rubini                                  | Italia                                   | Pallanuotista                                | 2000                 |
| Joe Ruddy                                      | Stati Uniti                              | Pioniere della pallanuoto                    | 1986                 |
| Ray Rude                                       | Stati Uniti                              | Contributore                                 | 1992                 |
| Ratko Rudić                                    | Jugoslavia/ Italia/ Stati Uniti/ Croazia | Allenatore (Pallanuoto)                      | 2007                 |
| Tracie Ruiz                                    | Stati Uniti                              | Sincronetto                                  | 1993                 |
| Doug Russell                                   | Stati Uniti                              | Nuotatore                                    | 1985                 |
| Sylvia Ruuska                                  | Stati Uniti                              | Nuotatore                                    | 1976                 |
| Roy Saari                                      | Stati Uniti                              | Nuotatore                                    | 1976                 |
| Evgenij Sadovyj                                | Unione Sovietica/ Russia                 | Nuotatore                                    | 1999                 |
| Soichi Sakamoto                                | Stati Uniti                              | Allenatore (Nuoto)                           | 1966                 |
| Ferenc Salamon                                 | Ungheria                                 | Contributore                                 | 2019                 |
| Vladimir Sal'nikov                             | Unione Sovietica                         | Nuotatore                                    | 1993                 |
| Summer Sanders                                 | Stati Uniti                              | Nuotatore                                    | 2002                 |
| Mirko Sandić                                   | Jugoslavia                               | Pallanuotista                                | 1999                 |
| Imre Sárosi                                    | Ungheria                                 | Allenatore (Nuoto)                           | 1981                 |
| Norman Sarsfield                               | Gran Bretagna                            | Contributore                                 | 2014                 |
| Dmitrij Sautin                                 | Russia                                   | Tuffatore                                    | 2016                 |
| Charlie Sava                                   | Stati Uniti                              | Allenatore (Nuoto)                           | 1970                 |
| Jill Savery                                    | Stati Uniti                              | Sincronetto                                  | 2008                 |
| E. Carroll Schaeffer                           | Stati Uniti                              | Nuotatore                                    | 1968                 |
| Otto Scheff                                    | Austria                                  | Pioniere del nuoto                           | 1988                 |
| Walt Schlueter                                 | Stati Uniti                              | Allenatore (Nuoto)                           | 1978                 |
| Petra Schneider                                | Germania Est                             | Nuotatore                                    | 1989                 |
| Nathalie Schneyder                             | Stati Uniti                              | Sincronetto                                  | 2013                 |
| Al Schoenfield                                 | Stati Uniti                              | Contributore                                 | 1985                 |
| Clarke Scholes                                 | Stati Uniti                              | Nuotatore                                    | 1980                 |
| Don Schollander                                | Stati Uniti                              | Nuotatore                                    | 1965                 |
| Hilde Schrader                                 | Germania                                 | Pioniere del nuoto                           | 1994                 |
| Terry Schroeder                                | Stati Uniti                              | Pallanuotista                                | 2002                 |
| Mark Schubert                                  | Stati Uniti                              | Allenatore (Nuoto)                           | 1997                 |
| Carolyn Schuler                                | Stati Uniti                              | Nuotatore                                    | 1989                 |
| Olga Sedakova                                  | Russia                                   | Sincronetto                                  | 2019                 |
| Peg Seller                                     | Canada                                   | Pionniere sincronetto/Allenatore             | 1988                 |
| Nida Senff                                     | Paesi Bassi                              | Nuotatore                                    | 1983                 |
| Evgenij Šaranov                                | Unione Sovietica                         | Pallanuotista                                | 2003                 |
| Tim Shaw                                       | Stati Uniti                              | Nuotatore/Pallanuotista                      | 1989                 |
| George Sheldon                                 | Stati Uniti                              | Pioniere dei tuffi                           | 1989                 |
| Erwin Sietas                                   | Germania                                 | Pioniere del nuoto                           | 1992                 |
| Charles Silvia                                 | Stati Uniti                              | Contributore                                 | 1976                 |
| Farid Simaika                                  | Egitto                                   | Tuffatore                                    | 1982                 |
| Kenneth Sitzberger                             | Stati Uniti                              | Tuffatore                                    | 1994                 |
| Robert Skelton                                 | Stati Uniti                              | Pioniere del nuoto                           | 1988                 |
| Jonty Skinner                                  | Sudafrica                                | Nuotatore                                    | 1985                 |
| William Smith                                  | Stati Uniti                              | Nuotatore                                    | 1966                 |
| Caroline Smith                                 | Stati Uniti                              | Pioniere dei tuffi                           | 1988                 |
| Charles Smith                                  | Gran Bretagna                            | Pallanuotista                                | 1981                 |
| Dick Smith                                     | Stati Uniti                              | Allenatore (Tuffi)                           | 1979                 |
| Harold Smith                                   | Stati Uniti                              | Tuffatore                                    | 1979                 |
| James Roy Smith                                | Stati Uniti                              | Pioniere della pallanuoto                    | 1992                 |
| R. Jackson Smith                               | Stati Uniti                              | Contributore                                 | 1983                 |
| Deryk Snelling                                 | Canada/ Gran Bretagna                    | Allenatore (Nuoto)                           | 1993                 |
| Aleksandar Šoštar                              | Jugoslavia/ Jugoslavia                   | Pallanuotista                                | 2011                 |
| Walter Spence, Leonard Spence e Wallace Spence | Guyana britannica                        | Nuotatori                                    | 1967                 |
| Mark Spitz                                     | Stati Uniti                              | Nuotatore                                    | 1977                 |
| Allen Stack                                    | Stati Uniti                              | Nuotatore                                    | 1979                 |
| Gus Stager                                     | Stati Uniti                              | Allenatore (Nuoto)                           | 1982                 |
| Charles Steedman                               | Gran Bretagna/ Australia                 | Contributore                                 | 2000                 |
| Britta Steffen                                 | Germania                                 | Nuotatore                                    | 2019                 |
| Carrie Steinseifer                             | Stati Uniti                              | Nuotatore                                    | 1999                 |
| Jan Stender                                    | Paesi Bassi                              | Allenatore (Nuoto)                           | 1973                 |
| Jill Sterkel                                   | Stati Uniti                              | Nuotatore                                    | 2002                 |
| Melvin Stewart                                 | Stati Uniti                              | Nuotatore                                    | 2002                 |
| Edward Stickles                                | Stati Uniti                              | Nuotatore                                    | 1995                 |
| Tom Stock                                      | Stati Uniti                              | Nuotatore                                    | 1989                 |
| Sharon Stouder                                 | Stati Uniti                              | Nuotatore                                    | 1972                 |
| Juno Stover-Irwin                              | Stati Uniti                              | Tuffatore                                    | 1980                 |
| Petăr Stojčev                                  | Bulgaria                                 | Nuotatore di fondo                           | 2018                 |
| Alison Streeter                                | Gran Bretagna                            | Nuotatore di fondo                           | 2006                 |
| Gus Sundstrom                                  | Stati Uniti                              | Pioniere allenatore (Nuoto)/Contributore     | 1995                 |
| Shuwei Sun                                     | Cina                                     | Tuffatore                                    | 2007                 |
| Bill Sweetenham                                | Australia                                | Allenatore (Nuoto)                           | 2018                 |
| Clyde Swendsen                                 | Stati Uniti                              | Pioniere dei tuffi/Coach/Pallanuotista       | 1991                 |
| Zoltán Szécsi                                  | Ungheria                                 | Pallanuotista                                | 2015                 |
| Éva Székely                                    | Ungheria                                 | Nuotatore                                    | 1976                 |
| István Szívós, Jr                              | Ungheria                                 | Pallanuotista                                | 1996                 |
| István Szívós, Sr                              | Ungheria                                 | Pallanuotista                                | 1997                 |
| Katalin Szőke                                  | Ungheria                                 | Nuotatore                                    | 1985                 |
| Miya Tachibana                                 | Giappone                                 | Sincronetto                                  | 2011                 |
| Ray Taft                                       | Stati Uniti                              | Nuotatore master                             | 1996                 |
| Nobutaka Taguchi                               | Giappone                                 | Nuotatore                                    | 1987                 |
| Katsuo Takaishi                                | Giappone                                 | Pioniere del nuoto                           | 1991                 |
| Miho Takeda                                    | Giappone                                 | Sincronetto                                  | 2018                 |
| Don Talbot                                     | Australia                                | Allenatore (Nuoto)                           | 1979                 |
| Liangde Tan                                    | Cina                                     | Tuffatore                                    | 2000                 |
| Satoko Tanaka                                  | Giappone                                 | Nuotatore                                    | 1991                 |
| Elaine Tanner                                  | Canada                                   | Nuotatore                                    | 1980                 |
| Jean Taris                                     | Francia                                  | Nuotatore                                    | 1984                 |
| Ulrike Tauber                                  | Germania Est                             | Nuotatore                                    | 1988                 |
| Henry Taylor                                   | Gran Bretagna                            | Nuotatore                                    | 1969                 |
| June Taylor                                    | Canada                                   | Pioniere sincronetto                         | 1991                 |
| Shelley Taylor-Smith                           | Australia                                | Nuotatore di fondo                           | 2008                 |
| Noboru Terada                                  | Giappone                                 | Pioniere del nuoto                           | 1994                 |
| Mark Tewksbury                                 | Canada                                   | Nuotatore                                    | 2000                 |
| David Theile                                   | Australia                                | Nuotatore                                    | 1968                 |
| Monfieur Thevenot                              | Francia                                  | Pioniere contributore                        | 1990                 |
| Nick Thierry                                   | Canada                                   | Contributore                                 | 2001                 |
| Petria Thomas                                  | Australia                                | Nuotatore                                    | 2010                 |
| Ralph Thomas                                   | Gran Bretagna                            | Pioniere contributore                        | 2004                 |
| Jenny Thompson                                 | Stati Uniti                              | Nuotatore                                    | 2009                 |
| Nort Thornton                                  | Stati Uniti                              | Allenatore (Nuoto)                           | 1995                 |
| Ian Thorpe                                     | Australia                                | Nuotatore                                    | 2011                 |
| Petra Thümer                                   | Germania Est                             | Nuotatore                                    | 1987                 |
| Stan Tinkham                                   | Stati Uniti                              | Allenatore (Nuoto)                           | 1989                 |
| Gary Tobian                                    | Stati Uniti                              | Tuffatore                                    | 1978                 |
| Dara Torres                                    | Stati Uniti                              | Nuotatore                                    | 2016                 |
| Kenneth Treadway                               | Stati Uniti                              | Contributore                                 | 1983                 |
| Libby Trickett                                 | Australia                                | Nuotatore                                    | 2018                 |
| Mike Troy                                      | Stati Uniti                              | Nuotatore                                    | 1971                 |
| John Trudgen                                   | Gran Bretagna                            | Contributore                                 | 1974                 |
| Ivo Trumbić                                    | Jugoslavia/ Paesi Bassi                  | Pallanuotista/Allenatore                     | 2014                 |
| Yoshiyuki Tsuruta                              | Giappone                                 | Nuotatore                                    | 1968                 |
| Jon Urbanchek                                  | Stati Uniti                              | Allenatore (Nuoto)                           | 2008                 |
| Elena Vajcechovskaja                           | Unione Sovietica                         | Tuffatore                                    | 1992                 |
| Laura Val                                      | Stati Uniti                              | Nuotatore master                             | 2003                 |
| Georges Vallerey Jr.                           | Francia                                  | Pioniere del nuoto                           | 2017                 |
| Franziska van Almsick                          | Germania                                 | Nuotatore                                    | 2010                 |
| Judith de Nijs                                 | Paesi Bassi                              | Nuotatore di fondo                           | 2014                 |
| Pieter van den Hoogenband                      | Paesi Bassi                              | Nuotatore                                    | 2013                 |
| Maarten van der Weijden                        | Paesi Bassi                              | Nuotatore di fondo                           | 2017                 |
| Amy Van Dyken                                  | Stati Uniti                              | Nuotatore                                    | 2007                 |
| Iet van Feggelen                               | Paesi Bassi                              | Pioniere del nuoto                           | 2009                 |
| Nel van Vliet                                  | Paesi Bassi                              | Nuotatore                                    | 1973                 |
| Helen Vanderburg                               | Canada                                   | Sincronetto                                  | 1985                 |
| Al Vande Weghe                                 | Stati Uniti                              | Nuotatore                                    | 1990                 |
| Vladimir Vasin                                 | Unione Sovietica                         | Tuffatore                                    | 1991                 |
| Jesse Vassallo                                 | Stati Uniti                              | Nuotatore                                    | 1997                 |
| Joe Verdeur                                    | Stati Uniti                              | Nuotatore                                    | 1966                 |
| Penny Vilagos e Vicky Vilagos                  | Canada                                   | Sincronettos                                 | 2014                 |
| Kay Vilen                                      | Stati Uniti                              | Allenatore (Nuoto sincronizzato)             | 1978                 |
| Brenda Villa                                   | Stati Uniti                              | Pallanuotista                                | 2018                 |
| Matt Vogel                                     | Stati Uniti                              | Nuotatore                                    | 1996                 |
| Herb Vollmer                                   | Stati Uniti                              | Pioniere del nuoto                           | 1990                 |
| Chris von Saltza                               | Stati Uniti                              | Nuotatore                                    | 1966                 |
| Otto Wahle                                     | Austria/ Stati Uniti                     | Pioniere del nuoto/Contributore              | 1996                 |
| Helen Wainwright                               | Stati Uniti                              | Nuotatore/Tuffatore                          | 1972                 |
| Carolyn Waldo                                  | Canada                                   | Sincronetto                                  | 1994                 |
| Ross Wales                                     | Stati Uniti                              | Contributore                                 | 2004                 |
| C. W. Wallis                                   | Australia                                | Pioniere contributore                        | 1986                 |
| Gottlob Walz                                   | Germania                                 | Pioniere dei tuffi                           | 1988                 |
| Debbie Watson                                  | Australia                                | Pallanuotista                                | 2008                 |
| Lillian Watson                                 | Stati Uniti                              | Nuotatore                                    | 1984                 |
| Marshall Wayne                                 | Stati Uniti                              | Tuffatore                                    | 1981                 |
| Mary Wayte                                     | Stati Uniti                              | Nuotatore                                    | 2000                 |
| Matthew Webb                                   | Gran Bretagna                            | Nuotatore                                    | 1965                 |
| Robert Webster                                 | Stati Uniti                              | Tuffatore                                    | 1970                 |
| Mariechen Wehselau                             | Stati Uniti                              | Pioniere del nuoto                           | 1989                 |
| Johnny Weissmuller                             | Stati Uniti                              | Nuotatore                                    | 1965                 |
| Kim Welshons                                   | Stati Uniti                              | Sincronetto                                  | 1988                 |
| Michael Wenden                                 | Australia                                | Nuotatore                                    | 1979                 |
| Albert White                                   | Stati Uniti                              | Tuffatore                                    | 1965                 |
| Beverley Whitfield                             | Australia                                | Nuotatore                                    | 1995                 |
| Sharon Wichman                                 | Stati Uniti                              | Nuotatore                                    | 1991                 |
| Alick Wickham                                  | Isole Salomone                           | Contributore                                 | 1974                 |
| Tracey Wickham                                 | Australia                                | Nuotatore                                    | 1992                 |
| Albert Wiggins                                 | Stati Uniti                              | Nuotatore                                    | 1994                 |
| David Wilkie                                   | Gran Bretagna                            | Nuotatore                                    | 1982                 |
| George Wilkinson                               | Gran Bretagna                            | Pallanuotista                                | 1980                 |
| Herman Willemse                                | Paesi Bassi                              | Nuotatore di fondo                           | 2008                 |
| Esther Williams                                | Stati Uniti                              | Contributore                                 | 1966                 |
| Craig Wilson                                   | Stati Uniti                              | Pallanuotista                                | 2005                 |
| William Wilson                                 | Gran Bretagna                            | Pioniere contributore                        | 2003                 |
| Bob Windle                                     | Australia                                | Nuotatore                                    | 1990                 |
| Margaret Woodbridge                            | Stati Uniti                              | Pioniere del nuoto                           | 1989                 |
| Cynthia Woodhead                               | Stati Uniti                              | Nuotatore                                    | 1994                 |
| Bernie Wrightson                               | Stati Uniti                              | Tuffatore                                    | 1984                 |
| Chuanyu Wu                                     | Cina                                     | Pioniere del nuoto                           | 2017                 |
| Wendy Wyland                                   | Stati Uniti                              | Tuffatore                                    | 2001                 |
| Mina Wylie                                     | Australia                                | Nuotatore                                    | 1975                 |
| Ni Xiong                                       | Cina                                     | Tuffatore                                    | 2006                 |
| Yanmei Xu                                      | Cina                                     | Tuffatore                                    | 2000                 |
| Yiming Xu                                      | Cina                                     | Allenatore (Tuffi)                           | 2003                 |
| Tsuyoshi Yamanaka                              | Giappone                                 | Nuotatore                                    | 1983                 |
| Anastasija Ermakova                            | Russia                                   | Sincronetto                                  | 2015                 |
| Teófilo Yldefonso                              | Filippine                                | Pioniere del nuoto                           | 2010                 |
| William Yorzyk                                 | Stati Uniti                              | Nuotatore                                    | 1971                 |
| Masanori Yusa                                  | Giappone                                 | Pioniere del nuoto                           | 1992                 |
| Georg Zacharias                                | Germania                                 | Pioniere del nuoto                           | 2002                 |
| Xiuwei Zhang                                   | Cina                                     | Tuffatore                                    | 2017                 |
| Jihong Zhou                                    | Cina                                     | Tuffatore                                    | 1994                 |
| Andrés "Bandy" Zolyomy                         | Ungheria/ Italia/ Spagna                 | Allenatore (Pallanuoto)                      | 2010                 |
| Alberto Zorrilla                               | Argentina                                | Nuotatore                                    | 1976                 |
| Albert Zürner                                  | Germania                                 | Pioniere dei tuffi                           | 1988                 |